# 조지아의 정당
조지아의 정당 목록이다. 현재 조지아의 경우 양당제로 운영하고 있으며, 2001년에 설립된 통합국민운동당과 2012년에 설립된 조지아의 꿈-민주 조지아가 있다. 

## 주요 정당
- 조지아의 꿈-민주 조지아 - 포괄정당, 유럽통합주의 정당
  - 조지아 보수당 - 민족주의, 국민보수주의 정당
  - 산업은 조지아를 구할 것이다 - 산업 혁명, 보호무역, 유럽회의주의 정당
  - 조지아 사회민주당 - 사회민주주의, 유럽통합주의 정당
- 자유운동-유럽 조지아 - 자유보수주의, 유럽통합주의 정당
- 통합국민운동당 - 자유주의, 보수주의 정당
- 조지아 애국자동맹 - 기독교민주주의, 유럽회의주의 정당

## 비주류 정당
- 조지아 공화당 - 자유주의, 유럽통합주의 정당
- 조지아 자유민주당 - 자유주의, 유럽통합주의 정당
- 국민포럼 - 자유주의, 사회자유주의 정당
- 새로운 중도정치-지리치 - 자유주의 정당
- 니노 부르자나제-연합야당
  - 민주화운동-조지아 연합 - 보수주의, 유럽회의주의 정당
  - 기독교민주화운동 - 보수주의, 사회보수주의 정당
- 유럽민주당
- 자유 조지아당 - 진보주의, 민족주의 정당
- 조지아 노동당 - 사회민주주의, 대중주의, 유럽통합주의 정당
- 신우익당 - 자유주의, 보수주의 정당
- 타비수플레바당
- 조지아의 길 - 자유주의 정당
- 조지아 극단 - 진보주의 정당
- 녹색당 - 녹색 정치 정당
- 국민민주당

## 같이 보기
- 정당 목록